# Idirivier
De Idirivier (Zweeds en Fins: Idijoki) is een rivier annex beek die stroomt door de Zweedse gemeente Kiruna.
De rivier ontspringt in een moeras aan de oostzijde van de Europese weg 45 tussen  Övre Soppero en Karesuando. Ze stroomt noordwaarts langs de weg (de weg volgt eigenlijk het dal van de rivier) en doet verscheidene meren aan. Ze heet dan in de plaatselijke volksmond de Sularivier (Sulajoki). Na door het Jierimeer gestroomd te zijn, verandert haar naam: ze heet hier Jieririvier (Jierijoki). Ze stroomt langs het dorpje Idivuoma (vuoma betekent vallei) en levert haar water af in het Idimeer. Ten noorden van het meer heet ze uiteindelijk de Idirivier en vervolgt ze haar bedding in het moerasgebied, totdat ze het Mannameer aandoet. Vanaf het Mannameer is het nog ruim 200 meter naar haar "moederrivier", de Könkämärivier/Muonio. De Idirivier is 51.870 meter lang.
Afwatering: Idirivier → Könkämärivier / Muonio → Torne → Botnische Golf.